# Acerentulus tolosanus
Acerentulus tolosanus är en urinsektsart som beskrevs av Josef Nosek 1969. Acerentulus tolosanus ingår i släktet Acerentulus och familjen lönntrevfotingar. Inga underarter finns listade i Catalogue of Life.